# 23 липня
23 липня — 204-й день (205-й у високосні роки) року за Григоріанським календарем. До кінця року залишається 161 день.

## Свята і пам'ятні дні

### Міжнародні
- Всесвітній день китів і дельфінів. (1986)

### Національні
- Єгипет: Національне свято. День Революції. (1952)
- Сінгапур: День інженера. (2016)
- Оман: День Відродження або День Ренесансу.
- Болівія: День дружби. (Día de la Amistad)
- Індонезія: День захисту дітей. (1984)
- Японія: День листів. (ふ み の 日 に ち な む 郵 便 切 手)
- Аргентина,  Уругвай: День менестреля. (Día del Payador)
- США: Національний день ванільного морозива.

### Релігійні

#### Християнство
Католицизм
- День Святого Іоанна Касіяна, Скіфського Ченця.
- День Святої Бригіди Шведської, Покровительки Європи.

 Православ'я
- Мучеників Трофима, Феофіла і з ними 13 мучеників.
- Священномученика Аполлінарія, єпископа Равенійського.

#### Растафаріанство
- День Народження Хайле Селассіє I.

#### Давньоримська релігія
- Нептуналії

## Іменини
- Православні: Трофим, Аполлінарій[1];
- Католицькі: Аполлінарій, Роман.

## Події
- 971 — Київська Русь і Візантійська імперія уклали мирний договір.
- 1093 — половці розбили руське військо Святополка в битві на річці Желянь.
- 1711 — підписано Прутський договір, за яким Московське царство повертало Османській імперії Азов і брало зобов'язання зруйнувати фортецю Таганріг.
- 1840 — Велика Британія оголосила, що Канаді буде надано статус самоврядної території.
- 1840 — під час Кавказької війни поблизу річки Валерік відбулася кровопролитна битва, внаслідок якої російські війська зайняли Малу Чечню.
- 1864 — заснували Новоросійський університет.
- 1873 — французький художник Гюстав Курбе (Gustave Courbet) перейшов кордон Швейцарії, назавжди залишивши Батьківщину. У такий спосіб він уник штрафу в 323 тис. франків золотом за демонтаж Вандомської колони в дні Паризької Комуни.
- 1888 — у Києві відкрили пам'ятник Богдану Хмельницькому.
- 1901 — німецький лікар Роберт Кох висунув теорію, що переносником бубонної чуми є пацюки.
- 1908 — молодотурецька революція. Відновлення конституції в Османській імперії.
- 1913 — Австро - Угорщина пред'явила ультиматум Королівству Сербія що в скорому часі призвело до почату Першої Світової війни
- 1918 — Омський уряд проголосив незалежність Сибіру, скасування всіх більшовицьких законів, відновлення поміщицької власності на землю.
- 1936 — створено Інститут історії України АН УСРР.
- 1951 — у Рокенкорті (Французька республіка) відкрита штаб-квартира НАТО.
- 1965 — на екрани вийшла комедія Леоніда Гайдая Операція «И» та інші пригоди Шурика.
- 1966 — запустили першу чергу Кременчуцького нафтопереробного заводу.
- 1974 — повалено диктатуру «чорних полковників» у Греції.
- 1975 — Канада закрила свої атлантичні порти для іноземних рибальських кораблів.
- 1979 — духовний лідер Ірану аятолла Хомейні заборонив трансляцію музики у зв'язку з тим, що це розбещує молодь.
- 1980 — запуск космічного корабля Союз-37, у складі екіпажу якого в космос вирушив перший космонавт із Азії, в'єтнамець Фам Туан.
- 1982 — ухвалене рішення про повну заборону вилову китів у комерційних цілях.
- 1990 — Леоніда Кравчука обрано головою Верховної Ради УРСР.

## Народились
Дивись також Категорія:Народились 23 липня
- 1796 — Франц Бервальд, видатний шведський композитор-романтик, чия музика не була належно оцінена сучасниками.
- 1888 — Сер Айван Вайтсайд Магілл, британський анестезіолог ірландського походження.
- 1888 — Реймонд Чандлер, американський письменник.
- 1906 — Владимир Прелог, хорватсько-швейцарський хімік-органік, спільно з Джоном Корнфортом був удостоєний Нобелівської премії з хімії (1975).
- 1915 — Михайло Матусовський, радянський поет, перекладач творів Т. Шевченка та інших українських поетів.
- 1928 — Г'юберт Селбі-молодший, американський письменник.
- 1933 — Річард Роджерс, британський архітектор, один з творців стилю хай-тек; лауреат Імператорської та Прітцкерівської (2007) премій.
- 1938 — Вагріч Бахчанян, український і американський художник вірменського походження, поет-концептуаліст.
- 1946 — Олександр Кайдановський, радянський актор, режисер і сценарист українського походження.
- 1961 — Вуді Гаррельсон, американський актор, продюсер і драматург.
- 1969 — Дмитро Христич, український хокеїст.
- 1976 — Ігор Карпенко, український хокеїст.
- 1982 — Пол Веслі, американський актор.
- 1989 — Деніел Редкліфф, британський кіноактор.

## Померли
Дивись також Категорія:Померли 23 липня
- 1632 — Памво Беринда, письменник i друкар, автор першого українського друкованого словника «Лексикон славенороський» i силабічних віршів.
- 1692 — Фрідріх-Вільгельм I, французький філолог, історик і письменник.
- 1757 — Доменіко Скарлатті, італійський композитор й клавесиніст епохи бароко, син композитора Алессандро Скарлатті, брат композитора П'єтро Філіппо Скарлатті.
- 1948 — Девід Ворк Ґріффіт, американський кінорежисер.
- 1951 — Роберт Флаерті, канадсько-американський кінодокументаліст, режисер, родоначальник документального кіно.
- 1954 — Василь Рябченко, український живописець, графік, фотохудожник, автор об'єктів та інсталяцій. Одна з ключових фігур сучасного українського мистецтва і «Нової української хвилі»
- 1957 — Джузеппе Томазі ді Лампедуза, італійський письменник.
- 1966 — Монтгомері Кліфт, американський актор.
- 1983 — Жорж Орік, французький композитор.
- 1992 — Арлетті, французька кіноакторка.
- 2001 — Юдора Велті, американська письменниця, прозаїк, фотографка, лауреатка престижної премії Пулітцера.
- 2007 — Ернст Отто Фішер, німецький хімік, нобелівський лауреат з хімії.
- 2011 — Емі Вайнгауз, британська співачка в жанрах соул-поп із джазовими мотивами.